# 漢科半島

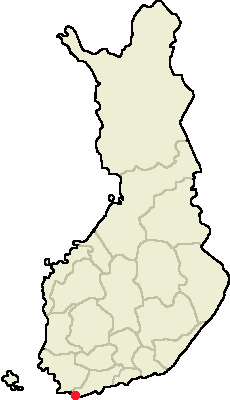
芬蘭地圖，紅點就是汉科半岛

汉科半岛（芬兰语：Hankoniemi，瑞典语：Hangö udd）是芬兰本土最南端的半島。薩爾保斯冰磧嶺的一端就在该半岛上，汉科也在漢科半島上。半岛上的土壤为砂质冰碛，植被主要为松属和低矮灌木。

汉科半岛地图

1714年8月7日的甘古特会战的战场就位于汉科半岛周边海域。彼得大帝的海军要塞中的一部分也建在汉科半岛上。芬蘭內戰期间，德国波罗的海师就曾於1918年4月登陆汉科半岛。
冬季战争结束后，芬兰被迫将汉科半岛南部以及汉科镇割让给苏联30年，苏方后来在这里建设了汉科海军基地。但在继续战争期间，苏方将驻扎在汉科半岛的25000名士兵全部撤走。1941年12月，芬军与瑞典志愿营收复汉科半岛。